# Prodiaphania biarmata
Prodiaphania biarmata là một loài ruồi trong họ Tachinidae.